# Neuvillers-sur-Fave
Neuvillers-sur-Fave è un comune francese di 332 abitanti situato nel dipartimento dei Vosgi nella regione del Grand Est.

## Società

### Evoluzione demografica
Abitanti censiti